# Метод акустичної обробки свердловин
Метод акустичної обробки свердловин

## Загальний опис
Розроблено технологію закачування води із застосуванням вихрових випромінювачів, впровадження яких навіть із малопотужними джерелами звуку (генераторами водяного тиску (ГВТ)) дозволяє не лише підвищити інтенсивність відбору нафти, а й збільшити нафтовіддачу пласта. Добрі результати досягаються якщо перед спуском ГВТ у свердловину здійснюється промивання привибійної зони. В іншому випадку перемінна акустична дія призводить до ще більшої кольматації привибійної зони пласта.
Найвищий ефект забезпечується при акустичній дії як у нагнітальних, так і у добувних свердловинах. Невеликі пульсації тиску при відборі рідини сприяють інтенсивнішому виносу механічних частинок із пласта, а отже, поліпшенню його проникності.
Добрі результати отримують при полічастотному акустичному впливі. Так, при використанні двох випромінювачів з близькими частотами у пласті виникає акустична хвиля різницевої частоти, яка глибоко проникає у пласт.
Ефективність впливу акустичних полів визначається виникненням додаткового градієнта тиску у пористому середовищі. Комплекси геофізичних та гідродинамічних досліджень до та після акустичного впливу показали, що у результаті АВ збільшується робоча товщина пласта, зростає її продуктивність, полегшується освоєння свердловин.
Акустичні установки призначені для обробки привибійної зони нафтогазовидобувних свердловин з метою:  підвищення дебіту видобувних та приймальності нагнітальних свердловин;  обробки привибійної зони; підвищення віддачі продуктивних пластів;  профілактичного попередження утворення та руйнування парафінових, смолисто-асфальтенових, гідратних, сольових та інших відкладень на внутрішній поверхні НКТ і трубопроводів;  поліпшення гідродинамічних параметрів багатофазних потоків у НКТ і трубопроводах.
Радіус ефективного акустичного впливу на привибійну зону оцінюється приблизно в 30 - 40 м залежно від глибини занурення (статичного тиску, гідроакустичних параметрів навколишнього рідкого середовища, що передає вплив у пласт; геофізичних параметрів пласта, відсоткового вмісту нафти у ньому).
Вплив на привибійні зони пластів із метою підвищення дебіту свердловин може здійснюватися за допомогою одночасного впливу акустичного поля та хімічно активних речовин. При цьому ефективність впливу хімічних реагентів на пласт різко зростає.
При акустичному впливі на низьких частотах 1,3  2,5 кГц різко зростає глибина проникнення у пласт. Її значення збільшується як квадрат відношення робочих частот (як мінімум у 25  100 разів). Завдяки підвищенню потужності випромінювання зона ефективної дії збільшується пропорційно.
Підвищення акустичної потужності, що випромінюється, особливо за наявності високого тиску, призводить до появи великої кількості додаткових ефектів взаємодії акустичних полів із рідким середовищем.
Внаслідок впливу акустичними полями на ПЗП виникають наступні ефекти:  розкольматування ПЗП;  збільшення проникності ПЗП;  подрібнення кольматантів, включаючи результати взаємодії хімічних реакцій;  створення дрібнодисперсної однорідної емульсії з подрібнених кольматантів і флюїду з розчиненим газом, що полегшує винесення кольматанту;  підвищення температури флюїду на гирлі.
У газоконденсатних і нафтових свердловинах із великим газовим фактором густина флюїду змінюється у широких межах, що значно знижує ефективність акустичного впливу.
```
    Ефективна дія акустичного випромінювача на привибійну зону пласта можлива лише за наявності рідкого середовища густиною ρ > 400  500 кг/м
3
, що передає акустичні коливання на пласт. При сильному барботажі у нафтових свердловинах густина флюїду різко падає, а наявність газових бульбашок знижує потужність акустичних коливань. У цьому разі доцільно зупинити свердловину та забезпечити наявність рідкого середовища необхідної густини природним чи примусовим чином в інтервалі установки випромінювача.
```

Підвищення потужності акустичного впливу значно збільшує віддачу продуктивних пластів на пізній стадії експлуатації.
Перспективним є використання комплексного вібромагнітного впливу на середовище. Результати застосування пристроїв диспергування з комплексним акустичним і магнітним впливом свідчать про прискорення процесів у 2 - 3 рази при одночасному різкому зменшення розмірів частинок диспергованих та емульгованих компонентів, збільшення гомогенності суміші та суттєвого підвищення стабільності у часі диспергованої або емульгованої суміші.
У світовій практиці отримали розвиток стаціонарні занурювальні свердловинні пристрої для магнітної обробки флюїду у потоці з метою запобігання відкладенням асфальтенів, парафінів, гідратів, солей та виникнення корозії у трубах. Механізм явища пов'язаний з магнітогідродинамічними процесами у рухомому напівпровідному електрично поляризованому середовищі у сильному магнітному полі. Результатом взаємодії середовища з магнітним полем є ослаблення міжмолекулярних зв'язків, гомогенізація суміші та суттєве зменшення можливості коагуляції твердих компонентів, що унеможливлює утворення відкладень та їх часткове руйнування.
У газоконденсатних і нафтових свердловинах з великим газовим фактором густина флюїду змінюється у широких межах, що знижує ефективність високочастотної акустичної дії. Застосування вібродії забезпечує позитивний ефект у широкому діапазоні густин флюїду (до 1 500 кг/м3).

## Суть методу акустичної обробки
Акустична (або ультразвукова) обробка полягає у впливі високочастотних пружних хвиль (10–100 кГц) на привибійну зону пласта через рідинне середовище свердловини. Джерело коливань — це акустичний генератор, який встановлюється в зоні вибою.
Поширюючись у флюїді, звукові хвилі передають енергію гірським породам і флюїдам у поровому просторі. Основні фізичні ефекти:
•	Розрив кольматуючих плівок на порових каналах;
•	Зменшення в’язкості рідини під дією мікровібрацій;
•	Зниження міжфазного натягу, що полегшує відтік нафти;
•	Створення ефекту ультразвукової кавітації — появи мікропухирців, які вибухають, створюючи мікроудари, що очищують пори;
•	Механічне розширення пор внаслідок мікрострусів породи.

## Технологія проведення обробки
Процес включає кілька етапів:
1.	Підготовка свердловини: визначення ділянки обробки, очищення від механічних домішок, спуск-підйомне обладнання.
2.	Монтаж акустичного генератора: занурення приладу в зону вибою. Генератор встановлюють на кабель або насосно-компресорні труби.
3.	Налаштування частотного режиму: підбір робочої частоти відповідно до типу колектора (часто в межах 20–40 кГц).
4.	Власне обробка: генератор працює протягом 2–8 годин, періодично змінюючи амплітуду та частоту.
5.	Видалення відпрацьованого обладнання: після закінчення впливу обладнання піднімається.
6.	Оцінка ефективності: замір дебіту, порівняння з попередніми значеннями.
У деяких випадках метод поєднується з іншими технологіями — наприклад, попередньою кислотною обробкою або імпульсним гідравлічним тиском для підвищення ефективності.

## Обладнання для акустичної обробки
До складу апаратури входять:
•	Генератор коливань (п’єзокерамічний або магнітострикційний);
•	Система живлення;
•	Панель керування з програмованими режимами;
•	Спусковий кабель або труби;
•	Системи моніторингу температури і частоти.
Сучасні генератори дозволяють працювати на значних глибинах (до 3000 м) і мають високу стабільність параметрів, навіть у складних геологічних умовах.

## Приклади застосування у світі
🔹 США. Метод широко використовувався у Каліфорнії (басейн Сан-Хоакін), зокрема на родовищах з високою часткою кольматації. Там відзначено підвищення дебіту до 200% після обробки.
🔹 Росія. У Західному Сибіру акустичну обробку застосовували у поєднанні з імпульсним електрогідравлічним впливом — дебіти збільшувалися на 25–60%.
🔹 Канада. У східній Альберті обробка горизонтальних свердловин ультразвуком дозволила зменшити в’язкість важкої нафти та полегшити її перетікання в напрямку вибою.
🔹 Казахстан. На родовищі Каражанбас акустична технологія використовувалась для відновлення продуктивності старих свердловин. Після обробки збільшення дебіту спостерігалось у 85% випадків.

## Переваги та обмеження

### Переваги:
•	Екологічна безпечність — не використовуються хімічні реагенти;
•	Можливість повторного застосування;
•	Порівняно низькі витрати на енергію;
•	Мінімальні ризики пошкодження цементного кільця або обсадної колони;
•	Простота в монтажі та експлуатації.

### Обмеження:
•	Менша ефективність на дуже глибоких чи щільних пластах;
•	Потреба в індивідуальному підборі частоти;
•	Не завжди ефективний при сильному ущільненні привибійної зони.